# Synagoga w Magdeburgu
Synagoga w Magdeburgu – nieistniejąca synagoga na Starym Mieście w Magdeburgu przy Großen Schulstraße 22 c.

## Historia

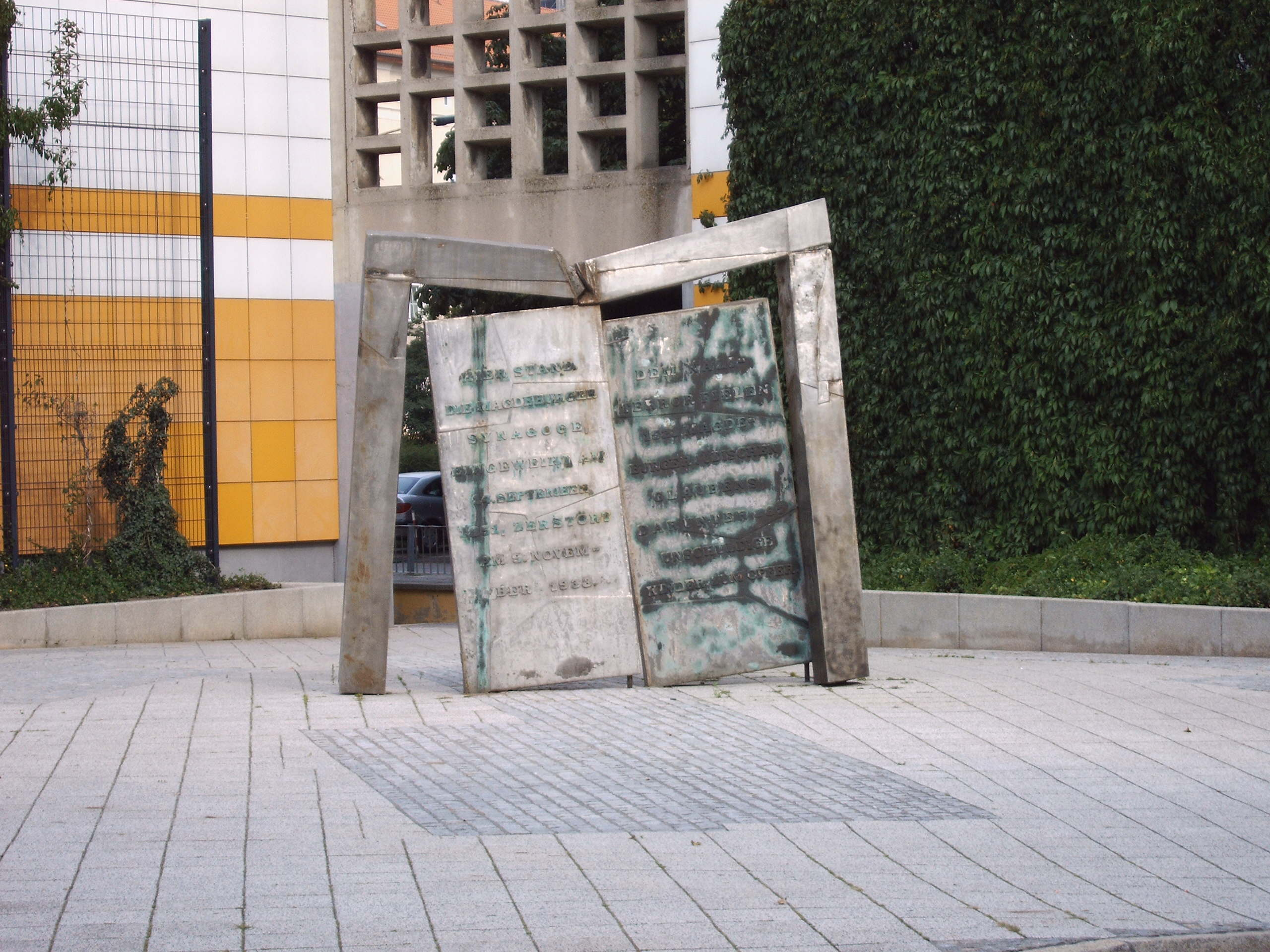
Pomnik upamiętniający synagogę (2005)

Pierwsza wzmianka o Żydach w Magdeburgu pochodzi z 955 r. Zamieszkali oni wówczas w pobliżu miasta w okolicach obecnego Hasselbachplatz. W 1492 r. Żydzi zostali wypedzeni, a synagoga zamieniona na kościół pw. Najświętszej Marii Panny. Budowla została zniszczona podczas oblężenia Magdeburga przez księcia Maurycego Saskiego w latach 1550–1551.
Dopiero w 1705 r. zezwolono na osiedlenie się w Magdeburgu pierwszemu Żydowi kupcowi Abrahamowi Liebermannowi. Wkrótce powstały domu modlitwy przy Kleine Münzstraße nr 5 i Prälatenstraße nr 27. 
Powiększająca się gmina żydowska potrzebowała nowej synagogi. 18 lutego 1849 r. wystąpiono do władz miejskich o zezwolenie na budowę. 19 września 1850 r. położono kamień węgielny na Große Schulstraße (dziś Julius-Bremer-Straße. Gotową budowlę w stylu neogotyckim poświęcił 14 września 1851 r. rabin Ludwig Philippson.
W 1894 r. gmina żydowska ogłosiła konkurs na projekt nowej budowli. Zakładano, że synagoga będzie miała 1300 miejsc (700 dla mężczyzn i 600 dla kobiet), przednią synagogę dla 40 osób, organy, pokój dla rabina, mieszkanie dla opiekuna budowli, rzeźnię dla drobiu, sekratariat, salę posiedzeń zarządu i szkołę religijną z 3 klasami. Na konkurs wpłynęły 24 projekty, ale jury nie przyznało pierwszej nagrody.
W końcu gmina zrezygnowała ze zburzenia swojej synagogi i zdecydowała się rozbudowę istniejącej budowli według projektu architekta Alfa Huruma w stylu mauretańsko-arabskim. Poświęcenie nastąpiło w 1897 r. W synagodze odbywały się nabożeństwa według rytu reformowanego.
Podczas nocy kryształowej wnętrze zostało zdemolowane. Budynek nie został podpalony, ponieważ znajdował się w zwartej zabudowie. Ze zniszczonej budowli udało się uratować zasłonę Torę podarowaną z okazji poświęcenia w 1851 r., która do dziś jest własnością gminy. Wiosną 1939 r. synagoga została wysadzona.
Okolice synagogi zostały silnie zniszczone podczas II wojny światowej. Po wojnie teren nabyło miasto i powstały w tym miejscu domy z wielkiej płyty. Żydzi z Magdeburga modlili się w pomieszczeniach gminy przy Halberstädter Straße, potem przy Klausener Straße i w końcu przy Gröperstraße.
9 listopada 1988 r. na miejscu starej synagogi odsłonięto pomnik według projektu Josefa Bzdoka, a w maju 1999 r. plac, na którym stała budowla nazwano An der Alten Synagoge. W tym samym roku frakcja Zielonych w radzie miejskiej posadziła pamiątkowe drzewo.